# Believer (2018)
Believer ist ein Dokumentarfilm von Don Argott, der am 20. Januar 2018 im Rahmen des Sundance Film Festivals seine Premiere feierte. Die Filmbiografie ist Dan Reynolds gewidmet, dem Sänger der US-Band Imagine Dragons, der von seinem Leben als Mormone berichtet.

## Handlung / Inhalt
Der Film zeigt unter anderem im letzten Drittel Dan Reynolds, wie er bei der Organisation des LoveLoud Festival Concerts für die LGBTQ-Community in Orem hilft, wo er im August 2017 gemeinsam mit seiner Band Imagine Dragons im Utah Valley University’s Brent Brown Ballpark vor 17.000 Menschen einen Auftritt hatte.

## Biografischer Hintergrund

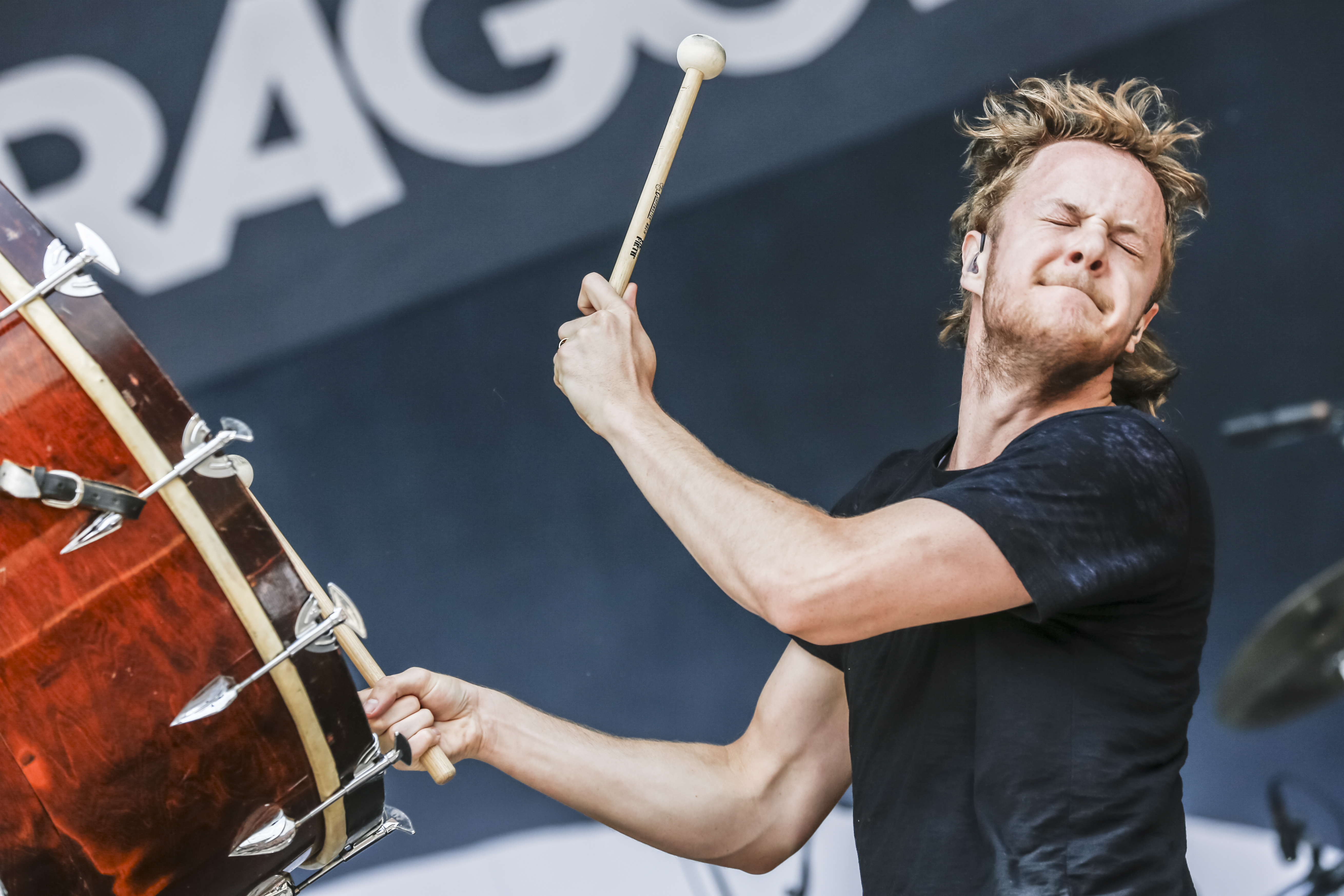
In Believer erzählt Dan Reynolds von seinen Lebenserfahrungen als Mormone

Als Mormone hat der Frontsänger Dan Reynolds eine bemerkenswerte Vorgeschichte hinter sich. Als Musiker hatte er mit dieser Vergangenheit nach eigenen Aussagen später oft ein unbehagliches Gefühl und war zudem äußerst deprimiert, wenn er auf die Konflikte, die er aufgrund seines mormonischen Glaubens hatte, zurückblickte.
Im Rahmen der Verleihung der Hero Awards 2017 bei der Trevor Project live-Nacht berichtete der US-Sänger von seiner frühen Kindheit, seiner Suche nach einem Sinn im Leben und der Rolle des Mormonentums, welches sein Leben stark geprägt hat. Als Teil einer Mormonen-Familie wuchs Reynolds mit acht Geschwistern auf. Anders als seine älteren Brüder schaffte er es nicht, sich mit dem Glauben zu identifizieren und Hoffnung in Gott zu finden. Dennoch wurde er später als Missionar nach Nebraska geschickt. Nach einem Gespräch mit seiner Mutter hatte er sich entschlossen, sein ganzes Herzblut in den Auftrag zu stecken. Er verbrachte die kommenden zwei Jahre damit, die Bibel zu studieren und an abertausende Türen zu klopfen. Später entschuldigte sich Reynolds dafür, dass er damals Toleranz gegenüber gleichgeschlechtlicher Liebe als etwas Schlechtes dargestellt habe. Weiter stellte er fest, dass er das Gesagte liebend gern rückgängig machen würde, ihm dies aber nicht möglich sei, auch wenn er in seinem Herzen immer gewusst habe, dass das Gepredigte falsch war, und es habe lange gedauert, bis ihm diese Erkenntnis gekommen sei. Seine Offenheit hat Reynolds nach eigenen Aussagen vor allem durch seine jetzige Frau Aja Volkman erlangt, die zum Zeitpunkt ihres ersten Treffens mit zwei lesbischen Freundinnen zusammenwohnte. Daher konfrontiert Reynolds im Film Believer die mormonische Kirche mit ihrer Haltung gegenüber der LGBTQ-Szene.
Bereits in It's Time, einem der ersten Songs der Imagine Dragons aus dem Jahr 2012, verarbeitete Reynolds die Erlebnisse innerhalb seiner Familie. Am 1. Februar 2017 wurde von den Imagine Dragons das gleichnamige Lied Believer veröffentlicht, dessen Titel für den Film übernommen wurde. Zu Beginn heißt es darin: „Ich werde sagen was ich denke, denn ich bin genervt und müde von der Art, wie alles gewesen ist.“ Das im Film gezeigte Konzert in Orem am 26. August 2017 zu Gunsten der LGBTQ-Community war das erste seiner Art für die Mormonengemeinde. Gegenüber Deseret News sagte Reynolds: „LoveLoud is about bringing our community together to talk about how we can love our LGBTQ youth, how we can make them feel accepted and loved within the community so that these suicide rates drop.“ Die Einnahmen aus dem Konzert flossen komplett an die LoveLoud Foundation, die den Utah Charities Encircle und Stand4Kind unterstützt.

## Mormonen in der LGBT-Community
Reynolds hatte sich in einem Jahr der Selbstfindung unter anderem mit Mormoneneltern von Kindern getroffen, die Selbstmord begangen hatten, als sie bemerkten, dass sie homosexuell sind. In Utah waren Selbstmorde unter Teenagern vermehrt aufgetreten, und in nur fünf Jahren hatte sich die Selbstmordrate bei Jugendlichen zwischen 10 und 17 Jahren mehr als verdoppelt, während die Leitung der Kirche sich nicht in der Lage sah, mit dem Tempo, mit dem LGTBQ-Rechte vorangebracht wurden, mitzuhalten, und die vollständige Legalisierung der gleichgeschlechtlichen Ehe zu akzeptieren. Die Kirche hatte zudem Kindern von mormonischen LGBT-Eltern ein Bleiben in ihrer Glaubensgemeinschaft nur dann ermöglicht, wenn sie sich als Volljährige öffentlich von ihren Erziehungsberechtigten distanzierten.

## Produktion

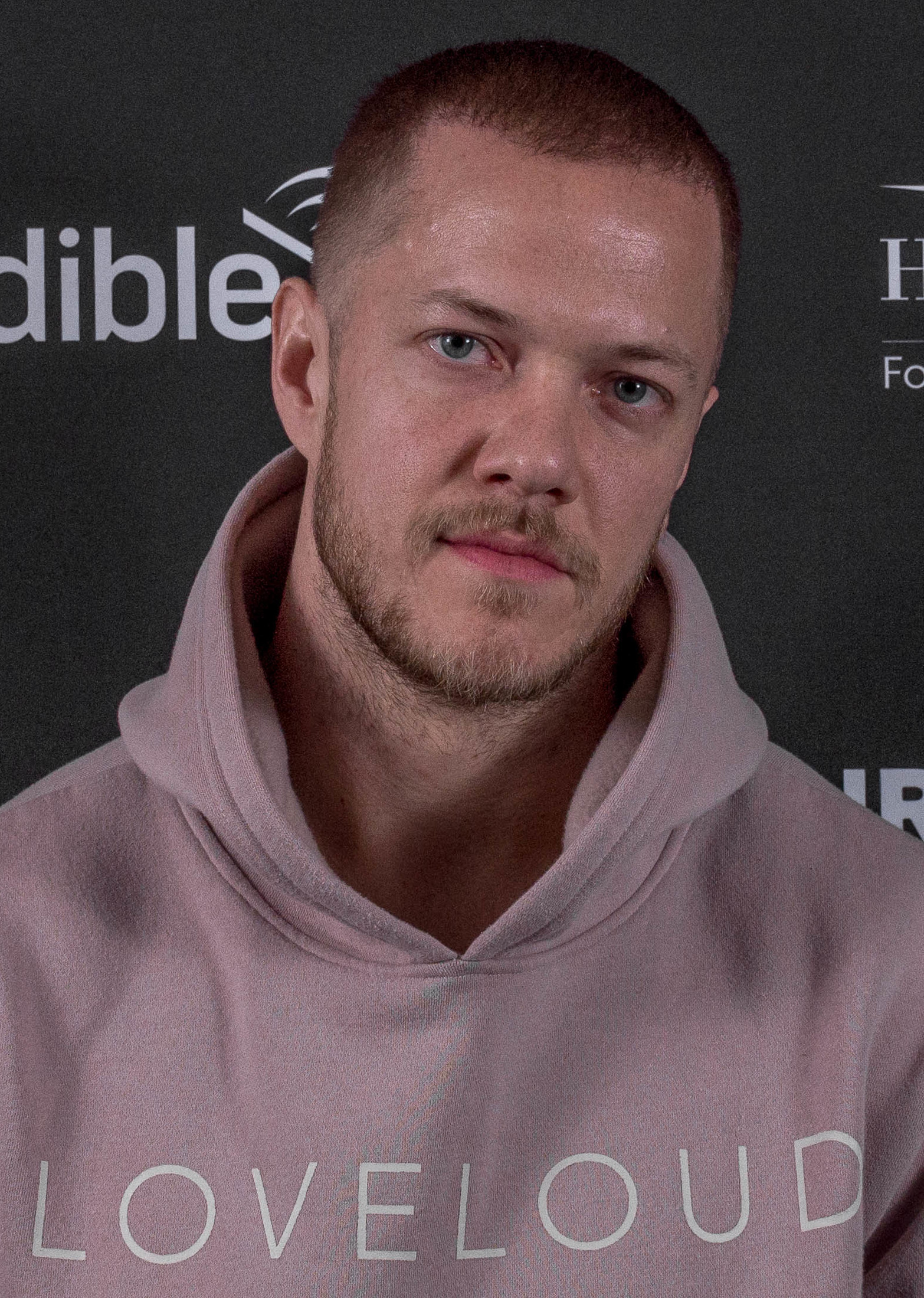
Dan Reynolds bei der Vorstellung des Films beim Montclair Film Festival im Mai 2018

Neben Dan Reynolds kommt im Film auch seine Ehefrau Aja Volkman, Lead-Sängerin der Band Nico Vega, zu Wort.
Die Dreharbeiten fanden in Salt Lake City, dem Zentrum des Mormonentums, und die ebenfalls in Utah gelegene, von den Mormonischen Pionieren gegründete Stadt Orem statt. Weitere Drehorte waren New York City und Las Vegas, wo Reynolds 1987 geboren wurde.
Die Filmmusik wurde von Hans Zimmer komponiert. Auch Reynolds schrieb für den Film zwei Songs. Der Soundtrack wurde im Juni 2018 von Interscope Records veröffentlicht.
Im Januar 2018 wurde bekannt, dass sich HBO Documentary Films die US-Vertriebsrechte am Film sicherte. HBO will Believer im Sommer 2018 in sein Programm aufnehmen. Seine Premiere feierte der Film am 20. Januar 2018 im Rahmen des Sundance Film Festivals. Am 5. Mai 2018 wurde er beim Montclair Film Festival gezeigt. Am 15. Juni 2018 kam der Film in ausgewählte US-amerikanische Kinos.

## Rezeption

### Kritiken
Sean P. Means vom Salt Lake Tribune sagt, Dan Reynolds von den Imagine Dragons beweise Demut und Herz in diesem bewegenden Dokumentarfilm.

### Auszeichnungen
Hollywood Film Awards 2018
- Auszeichnung mit dem Hollywood Documentary Award[20]

Hollywood Professional Association Awards 2018
- Nominierung in der Kategorie Outstanding Editing – Feature Film (Demian Fenton)[21]

Miami Film Festival 2018
- Nominierung als Bester Dokumentarfilm für den Knight Documentary Achievement Award (Don Argott)[22]